# Profecía de las Setenta Semanas
La Profecía de las Setenta Semanas en el capítulo 9 del libro de Daniel dice cómo este profeta, reflexionando sobre el significado de la predicción de Jeremías que Jerusalén permanecería desolada durante setenta años, es informado por el ángel Gabriel que los 70 años deben adaptarse también en el sentido de setenta semanas (literalmente «sietes») de años.

## Sumario
Daniel lee en el libro de Jeremías que la desolación de Jerusalén durará setenta años, y ora para que Dios actúe («[...] Haz honor a tu nombre y mira con amor a tu santuario, que ha quedado desolado. [...] Dios mío, haz honor a tu nombre y no tardes más»). El ángel Gabriel le dice que la palabra salió cuando comenzó a orar. La profecía de Jeremías no es solamente de setenta años, sino aun hasta setenta sietes («semanas») de años (490 años), para que «pongan fin a sus transgresiones y pecados [...] y consagren el lugar santísimo». Siete sietes (49 años) pasarán «desde la promulgación del decreto [...] hasta la llegada del príncipe elegido»; después de sesenta y dos sietes (434 años) el «ungido» será «cortado»; y en la final siete (semana), un futuro gobernante traerá la guerra y la desolación. En la última mitad de la semana se pondrá fin a los sacrificios y ofrendas, «una abominación que causa desolación» se establecerá «hasta que venga la consumación, y lo que está determinado se derrame sobre el desolador».

## Composición y estructura

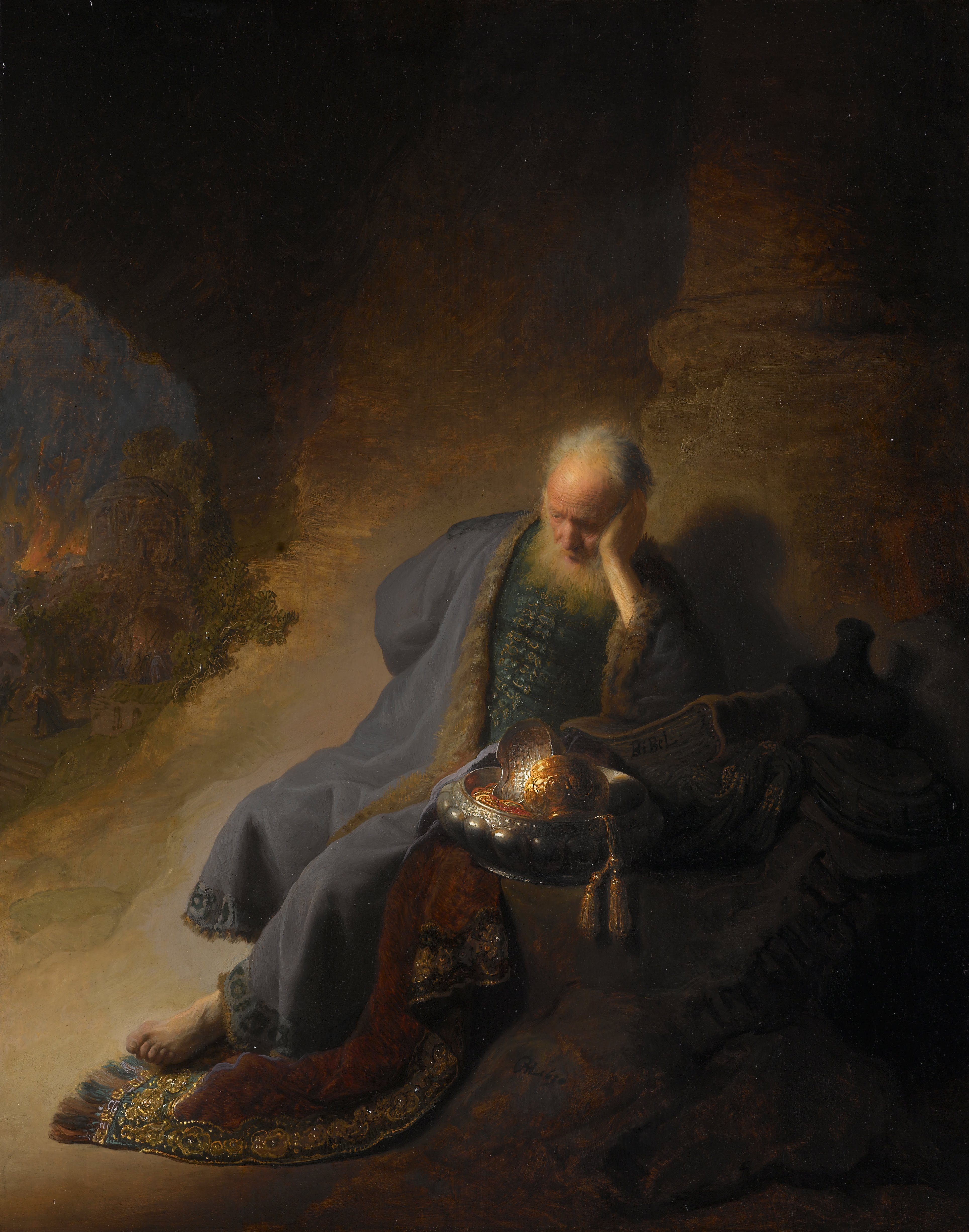
Rembrandt van Rijn, Jeremías lamentando la destrucción de Jerusalén, c. 1630.

### Libro de Daniel
En general se acepta que el libro de Daniel se originó como una colección de profecías entre la comunidad judía en Babilonia en los períodos persa y helenístico temprano (siglos V-III a. C.), y más tarde se amplió en la época de los Macabeos (mediados del siglo II a. C.) con las visiones de los capítulos 7-12. La erudición moderna acepta que Daniel es una figura legendaria, y es posible que su nombre fue elegido para el héroe del libro debido a su reputación como un vidente sabio en la tradición hebrea.

### Daniel 9
Daniel 9 consta de una introducción (versículos 1-3), una oración (versículos 4-19), y un discurso angelical (versículos 20-27):
- Introducción, versículos 1-3: escenario («el primer año del reinado de Darío hijo de Jerjes»), lugar (Babilonia), y tema («la palabra de Jehová al profeta Jeremías, que habían de cumplirse las desolaciones de Jerusalén en setenta años»).
- Oración de Daniel, versículos 4-19: Daniel le pide a Dios perdonar los pecados de Israel y restaurar la ciudad y el templo.
- Discurso angelical, versículos 20-27: El ángel Gabriel explica el verdadero significado de Jeremías 25:11-12 y 29:10.[6]

Una estructura en seis partes más compleja ha sido descrito por el profesor E. C. Lucas:
- Circunstancias (vv. 1-2)
- Súplica (vv. 3-19)
- Aspecto del mensajero (vv. 20-21)
- Palabra de fiabilidad (vv. 22-23)
- Revelación (vv. 24-27)
- Instrucción al vidente (omitido de Daniel 9, pero presente en Daniel 12:4)

## Género y temas

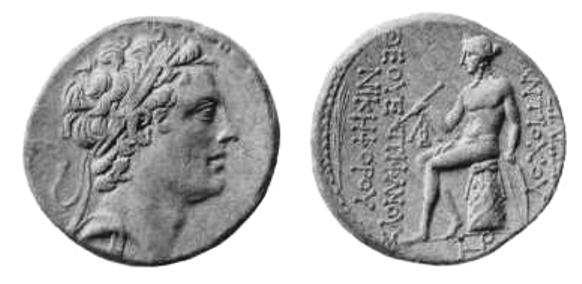
Moneda de Antíoco Epífanes. El reverso muestra a Apolo en un ónfalos. La inscripción lee ΑΝΤΙΟΧΟΥ ΘΕΟΥ ΕΠΙΦΑΝΟΥ ΝΙΚΗΦΟΡΟΥ («de Antíoco, Dios Manifestado, Portador de la Victoria»).

El libro de Daniel es una escatología, es decir, una revelación divina sobre el fin de la era actual, un momento en el que Dios va a intervenir en la historia para marcar el comienzo del reino final. También es un apocalipsis, un género literario en el que una realidad celestial se revela a un receptor humano. Apocalipsis eran comunes entre los años 300 a. C. y 100 d. C., no sólo entre los judíos y los cristianos, sino también los griegos, los romanos, los persas y los egipcios. Daniel, héroe del libro, es un vidente apocalíptico representativo, el destinatario de la revelación divina: ha aprendido la sabiduría de los magos de Babilonia y les superado, porque su Dios es la verdadera fuente de conocimiento; él es uno de los maskil, los sabios, cuya tarea es enseñar a la justicia.
Daniel 9 contiene una epifanía introductoria (la aparición del ángel tras una oración), y un discurso angelical. La teología de la oración es muy deuteronomista, lo que implica que Dios puede cejar en su castigo de Israel si su pueblo muestra penitencia. Esto crea una aparente contradicción con la teología del discurso (y el resto del libro), cuyo tema es que la historia está predeterminada y no puede alterarse, aunque es posible que la oración no está pensada para influenciar en Dios, sino que es un acto de la piedad, «el acto de un hombre de verdad [...] que demuestra su total dependencia de un Dios de justicia».

## Marco histórico

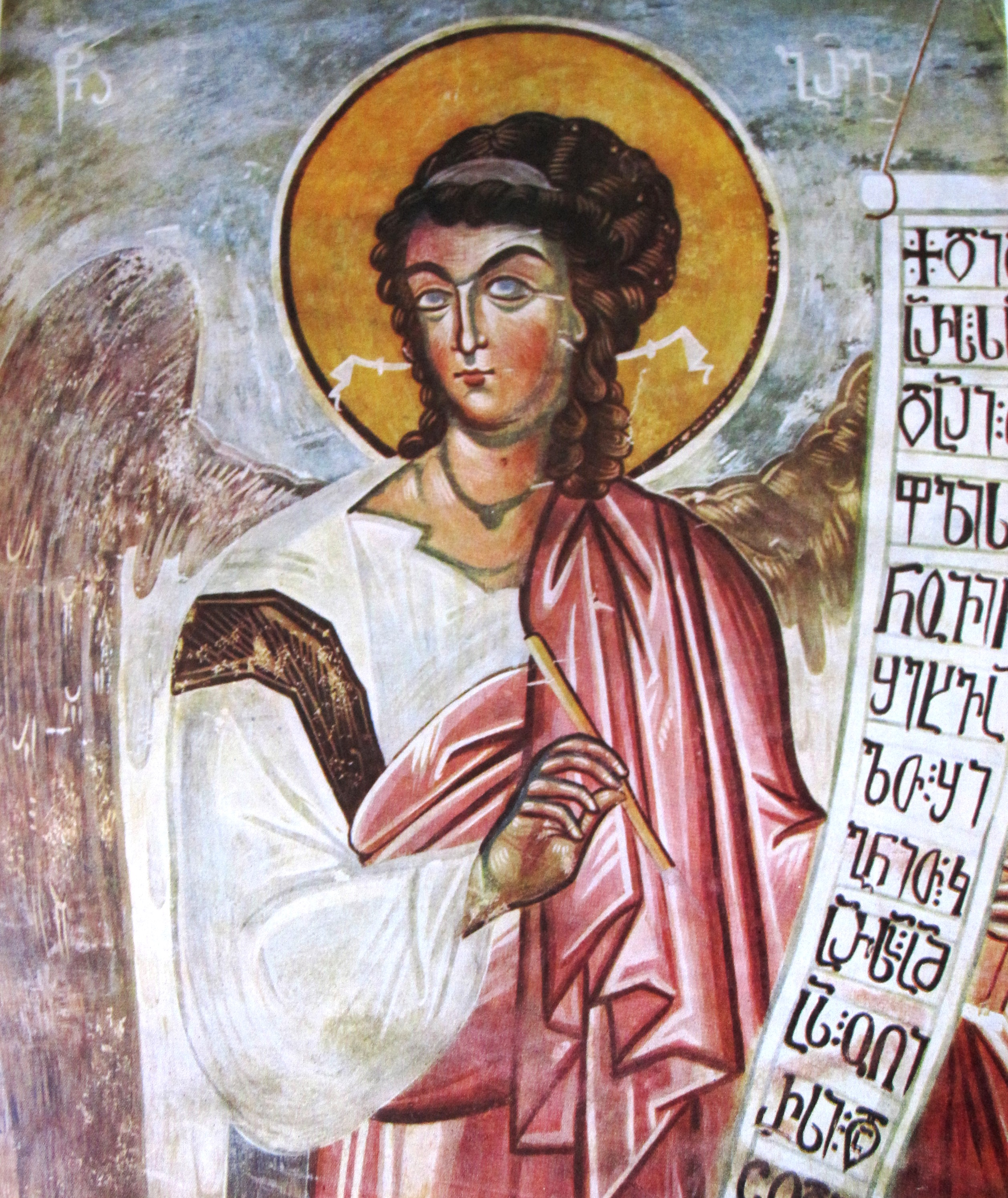
Gabriel. Un fresco de la Catedral Tsalenjikha por Ciro Emanuel Eugenicus..

### Los judíos desde Nabucodonosor a Antíoco Epífanes
En 605 a. C. el rey Nabucodonosor II derrotó a Egipto en la batalla de Carquemis y estableció a Babilonia como la potencia dominante de Oriente Medio; en 597 removió al rey de Judá Joaquín después de una revuelta, y en el año 586, después de una segunda revuelta, destruyó Jerusalén y el Templo de Salomón y llevó a gran parte de su población a Babilonia. El período subsiguiente entre los años 586 y 538 a. C. es conocido como el exilio babilónico.
El exilio terminó cuando Babilonia fue conquistada por el rey persa Ciro el Grande, que permitió a los judíos a regresar a Jerusalén. El período persa a su vez terminó en 332 a. C. con la llegada de Alejandro Magno, y tras su muerte su imperio se dividió en reinos rivales, dos de los cuales, los Ptolomeos de Egipto y la dinastía seléucida en Siria, lucharon por el control de Palestina. En 200 a. C. los seléucidas tenían la delantera, pero las guerras los habían dejado casi en bancarrota. El gobernante seléucida Antíoco IV Epífanes intentó recuperar su fortuna vendiendo el cargo de sumo sacerdote de Jerusalén al mejor postor, y en 171 a. C. el sumo sacerdote existente, Onías III, fue depuesto y asesinado. Jerusalén quedó dividida entre los judíos que apoyaban a los griegos y los que apoyaban la tradición, y en diciembre de 168 a. C. el culto judío fue prohibido, el sacrificio diario abolido, y un altar a Zeus establecido en el Templo. Para los judíos que vivían la persecución del siglo II a. C., Antíoco era el nuevo Nabucodonosor.

### «Setenta Semanas» de Daniel
El versículo 1 establece el tiempo de la visión de Daniel como «el año primero de Darío hijo de Asuero, de la nación de los medos»; ningún Darío el Medo es conocido por la historia, pero se puede suponer que el autor quiso decir 538 a. C. El versículo 2 dice cómo Daniel lee en Jeremías que Dios ha asignado 70 años «para la devastación de Jerusalén». Los versos son presumiblemente Jeremías 25:11-12 y Jeremías 29:10, y su significado es claro: la dominación mundial de Babilonia duraría 70 años desde 605 a. C., seguido por el castigo a Babilonia y la restauración de Judá. Jeremías probablemente no tenía la intención de que sus 70 años debían tomarse literalmente, la cifra representa una esperanza de vida normal, y Jeremías estaba diciendo a sus lectores que su exilio duraría toda su vida, pero su prestigio fue mucho mayor cuando Babilonia cayó ante los persas en el año 539 a. C., siendo su profecía aproximadamente correcta.
Daniel se encuentra en las cortes de Nabucodonosor y Darío el Medo, pero los comentaristas desde el siglo III lo han fechado en la época de Antíoco. Pero los setenta años de Jeremías no podían aplicar literalmente a los judíos en la época de Antíoco, por lo que el autor de Daniel proporcionó una solución creativa: los años shiv'im de Jeremías se deben entender como shavu'im shiv'im, setenta sietes, o 490 años. La profecía resultante es una de las más polémicas en el Libro de Daniel. Muchas propuestas se han presentado, pero ninguna da fechas de importancia histórica cuando se proyectan 490 años en el futuro, y como resultado no hay consenso. Es posible que el autor de Daniel simplemente tenía una comprensión errónea de la historia, pero lo más probable es que su esquema es una alegoría sagrada: 7 es el número bíblico que simboliza la perfección celestial, el 70 representa la perfección suprema, y al final de este tiempo también traerá Dios el reino celestial eterno y perfecto.

### Divisiones y señales
Las «setenta semanas» se dividen en tres. Los primeros «siete sietes» (49 años) más «sesenta y dos sietes» (434 años) se iniciarán con el envío de la «palabra» para reconstruir Jerusalén y terminan con la llegada de un «Príncipe Ungido» (en varias traducciones de este pasaje se lee "Mesías Príncipe"). La palabra traducida como «príncipe» puede significar tanto un príncipe real o un sacerdote; los candidatos han incluido a Ciro, que es llamado «ungido» en Isaías y llegó al poder, aproximadamente 49 años después de 605 a. C., Josué el Sumo Sacerdote (el primer sumo sacerdote después de la caída de Babilonia), que también era un «ungido» y ocupó el cargo aproximadamente 49 años después de 586 a. C..
En el siguiente período de 62 sietes la ciudad sería reconstruida, pero en al final «el Ungido será cortado y no tendrá nada». Esto es probablemente el sumo sacerdote Onías III, que fue depuesto y expulsado de Jerusalén («él se quedará sin ciudad y sin santuario») y más tarde asesinado («cortado») en el 171 a. C..
Daniel 9:26 introduce un «príncipe que ha de venir», que «destruirá la ciudad y el santuario». Esto se toma generalmente como una referencia a Antíoco, pero puede ser el líder de la facción pro-griega dentro de Jerusalén, un cierto Menelao, recordado en 2 Macabeos como «la causa de todos los problemas», y responsable del asesinato de Onías y el saqueo del Templo; o a la posterior destrucción de Jerusalén y el Segundo Templo en el 70 d. C. La explicación angelical termina con los acontecimientos de la última semana (7 años), cuando al inicio de la semana un individuo no especificado confirmará un "pacto con muchos", los sacrificios y ofrendas se detendrán en el Templo a la mitad de la semana por este individuo y son sustituidas por una «abominación desoladora», junto con la venida de una multitud de abominaciones que acompañan al Desolador. Una postura famosa entre las personas es que este evento sigue siendo futuro, y el Desolador es un nombre para el anticristo El juicio se «derrama sobre el Desolador», una referencia a su castigo futuro (Apocalipsis 19:11; 20:1).

## Daniel y el milenarismo cristiano
Cuatro principales metodologías para la interpretación de los libros proféticos de la Biblia surgieron a través de los siglos: el historicismo, el preterismo, el futurismo y el idealismo.

### Historicismo
El historicismo interpreta la profecía como una visión general de la historia de la iglesia cristiana, comparando los libros con la historia determinando los acontecimientos que ya se han producido y aquellos que todavía están por venir. Este enfoque fue particularmente asociado con el protestantismo y la Reforma, y aunque su apogeo fue en los siglos XVIII y XIX todavía tiene muchos seguidores, entre ellos los Adventistas del Séptimo Día y los Testigos de Jehová.
Los adventistas equiparar el comienzo de los 490 años y «la salida de la palabra para restaurar y edificar a Jerusalén» (Daniel 9:25) con el decreto de Artajerjes I en 458/7 a. C. La aparición del «Mesías Príncipe» al final de las 69 semanas (483 años) se equipara con el bautismo de Jesús en el año 27 d. C., en el decimoquinto año de Tiberio César, y el «corte» del «ungido» se refiere a la crucifixión 3½ años después del final de los 483 años, provocando «la expiación por la iniquidad» y «la justicia eterna». Jesús «confirma» el «pacto» entre Dios y la humanidad por su muerte en la cruz en la primavera del año 31 d. C., «a mitad de» los últimos siete años. En el momento de su muerte la cortina entre el Santo y el Santo de los Santos en el Templo se rasgó de arriba abajo, lo que marcó el final del sistema de sacrificios del Templo. La última semana termina 3½ años después de la crucifixión (es decir, en el 34 d. C.) cuando el evangelio fue redirigido de los judíos a todos los pueblos.
Algunas de las voces representativas entre los exegetas de los últimos 150 años son E. W. Hengstenberg, J. N. Andrews, E. B. Pusey, J. Raska, J. Hontheim, Boutflower, Uriah Smith y O. Gerhardt.
Los testigos de Jehová creen que el primer año de gobierno de Artajerjes fue 474 a. C., y que las 70 «semanas» (490 años) comenzaron cuando Nehemías fue a reconstruir los muros de Jerusalén en el año 20 del rey, que a su juicio fue el 455 a. C. Desde ese momento hasta que apareciera «el Mesías, el Líder» pasarían 69 «semanas» (483 años). La semana 69 terminó en 29 d. C. («el año 15 de Tiberio César»), cuando Jesús fue «Ungido», es decir, convertido en el «Mesías» durante su bautismo. Jesús fue entonces «eliminado» (ejecutado) a mitad de la semana 70 (año 33 d. C.), semana que terminó en 36 d. C., cuando fue convertido el centurión romano Cornelio, siendo el primer incircunciso en abrazar el cristianismo

### Preterismo
El preterismo interpreta cada libro profético en términos de su contexto histórico inmediato. Está particularmente asociado con la Iglesia católica, que identifica que «la salida de la palabra para restaurar y edificar a Jerusalén» (Daniel 9:25) ocurrió cuando Artajerjes emitió su proclama para restaurar y reconstruir Jerusalén en 453 a. C., la semana 69 acabó con el bautismo de Jesús en el año 30, y su muerte en 33 d. C. se ajusta a la predicción del ungido que es «cortado» a mitad de la semana 70. La semana 70, el redondeo de la totalidad de los 490 años, termina en 36 o 37 d. C., el año de la conversión de San Pablo al cristianismo y la visión de los animales inmundos de San Pedro y el bautismo de los creyentes no judíos.

### Futurismo
El futurismo interpreta las profecías como relacionada con los acontecimientos futuros en un contexto literal y global. Las creencias futuristas usualmente tienen una estrecha relación con el premileniarismo y el dispensacionalismo. De acuerdo con el futurismo, la semana 70 de Daniel se producirá en algún momento en el futuro, que culminaría tras siete años (o 3.5 años, dependiendo de la denominación) de Tribulación y la aparición del Anticristo.
Tal tesis resulta paradigmática para los dispensacionalistas premileniaristas. En contraposición, el premileniarismo histórico puede o no puede plantear la semana 70 de Daniel como futura, pero todavía manteniendo la tesis del futuro cumplimiento de muchas de las profecías de los Profetas Mayores y Menores, las enseñanzas de Cristo (por ejemplo, Mateo 24) y el libro de Apocalipsis. Los dispensacionalistas típicamente sostienen que una «pausa» o «paréntesis bíblica» ocurrió entre la semana 69 y 70 de la profecía, en la que se inserta la «era de la iglesia» (esto también se conoce como la «teoría de la brecha» de Daniel 9). Se espera que la septuagésima semana comenzara después del rapto de la iglesia; para los que se quedan en la última semana se verá el reinado de la bestia (el Anticristo), el establecimiento de un sistema económico a través del número 666, un sistema religioso falso (la ramera), la Gran Tribulación y el Armagedón
Existe controversia en relación con el antecedente de «él» en Daniel 9:27. Muchos dentro de las filas de premileniarismo no afirman «la confirmación de la alianza» se hace por medio de Jesucristo (al igual que muchos amileniaristas) pero que el antecedente de «él» en el v. 27 se refiere de nuevo a v. 26 («el príncipe que ha de venir», es decir, el Anticristo). El Anticristo hará un «tratado» como el Príncipe del Pacto (es decir, «el príncipe que ha de venir») con el liderazgo futuro de Israel al comienzo de la septuagésima semana de la profecía de Daniel; a mitad de la semana, el Anticristo romperá el tratado y comenzará la persecución contra un Israel reunificado.

### Dispensacionalismo
El dispensacionalismo sostiene que Dios ha relacionado a los seres humanos de diferentes maneras en diferentes pactos bíblicos en una serie de «dispensaciones», o períodos, de la historia. Como sistema, el dispensacionalismo se expuso en los escritos de John Nelson Darby (1800-82) y el movimiento de los Hermanos de Plymouth,: 10  y se propagó a través de obras como la Biblia de Referencia Scofield [Scofield Reference Bible] de Cyrus Scofield. La teología del dispensacionalismo consiste en una perspectiva escatológica distintiva de los tiempos, ya que todos los dispensacionalistas sostienen el premileniarismo y la mayoría, un rapto antes de la tribulación. Los dispensacionalistas creen que Dios todavía tiene que cumplir sus promesas a la nación de Israel, en particular en la Tierra Prometida, que se traducirá en un reino milenario y el Tercer Templo desde donde Cristo, a su regreso, gobernará el mundo desde Jerusalén por mil años. En otras áreas de la teología, los dispensacionalistas sostienen a una amplia gama de creencias dentro del espectro evangélico y fundamentalista.: 13 
Con el auge del dispensacionalismo algunos protestantes, donde la visión dispensacionalista es particularmente relevante, llegó a interpretar los elementos del libro de Apocalipsis no como un relato de hechos del pasado (con una referencia específica a la destrucción de Jerusalén en el año 70, una posición conocida como preterismo), pero como predicciones del futuro.
Las estimaciones del número de personas que tienen creencias dispensacionalistas varían entre 5 y 40 millones en los Estados Unidos solamente.

A juicio del premilenialismo histórico, Philip Mauro (1921) propuso que el discurso del Monte de los Olivos (Mateo 24, Marcos 13, Lucas 21) es una expansión de la profecía de las «setenta semanas» de Daniel. Su investigación fue influenciada por las obras de Martin Anstey (1913). Además de la interpretación histórico-mesiánica anterior, Mauro añade que «el pueblo de un príncipe que ha de venir destruirá la ciudad y el santuario» (Daniel 9:25) es la profecía de la «desolación» de Jerusalén y el templo en el año 70 (Mateo 24:1-22; Lucas 21:20-24). Mauro compara las palabras de Gabriel: «setenta semanas están determinadas sobre tu pueblo para terminar la prevaricación» (Daniel 9:24) con las palabras de Jesús: «¡Vosotros también llenad la medida de vuestros padres!» (Mateo 23:32), interpretando estas narrativas como refiriéndose al rechazo y la crucifixión de Cristo.
La interpretación dispensacionalista (que comienza en el siglo XIX) se extiende más allá de la última semana hasta el día de hoy:
- La interpretación simbólica consistente lee los números en los versículos 24 al 27 como simbólicos. En este punto de vista, los 490 años comienzan con el edicto de Ciro en el año 538 a. C., lo que permitió a los judíos regresar a Jerusalén (2 Crónicas 36:22-23=Esdras 1:2-4). La primera división de 7 semanas termina con la primera venida de Cristo. La segunda división es el período de la iglesia cristiana, que se extiende desde la Primera y Segunda Venida. La tercera división de una semana es el último período de la historia, el tiempo de la tribulación causado por el Anticristo, que comienza con su llegada y termina con su derrota. Los defensores de este punto de vista incluyen a Kliefoth,[63] a quien se atribuye ser el primero en establecer exegéticamente la interpretación simbólica. Es seguido, en general, por Keil,[64] Delitzsch[65] Leupold,[66] Philip,[67] Grelot[68] y otros.

- La interpretación dispensacional inicia los 490 años con el permiso de Artajerjes I Longímano dio a Nehemías (Nehemías 2:5-8). Esto está fechado por la mayoría de los dispensacionalistas en 445 a. C. (por ejemplo, Sir Robert Anderson), pero por algunos en 444 a. C. El «Mesías», al final de las 7 + 62 semanas es Jesucristo, sino porque las 7 + 62= 69 semanas = 483 años desde 445/4 a. C. se extendería hasta aproximadamente 40 d. C., mucho más allá de la vida de Cristo: los 483 años se reducen a 476 años por la interpretación de estos 490 años como «años proféticos», cada uno consistente en sólo 360 días literales. En consecuencia, los 483 años terminan con la crucifixión en 33 o 32 d. C. La semana 70 se separa de la semana 69 por una enorme brecha de más de diecinueve siglos. La «era de la iglesia» es una brecha durante el cual el reloj profético ha dejado de avanzar. La semana 70 no se reinicia sino hasta el final de la era de la iglesia, cuando la iglesia será «raptada» de la Tierra. Durante la semana 70 el Anticristo (un tirano romano revivido que se opondrá a Dios) oprimirá los a los judíos y llevará al mundo, durante la segunda mitad de la semana septuagésima retrasada, a una tribulación de 3½ años.

La interpretación dispensacional del esquema cronológico de Daniel 9:24-27 es muy ampliamente utilizada hoy en día en el mundo de habla inglesa y más allá. De las voces principales los siguientes son representativas: J. A. Seiss; Sir Robert Anderson; la Biblia de Referencia Scofield [Scofield Reference Bible]; L. S. Chafer; A. J. McClain y H. A. Ironside.

## Interpretación judía
En el judaísmo, se han propuesto varias interpretaciones a las setenta semanas. Una de ellas es la del erudito judío y periodista Irving Gatell 

### Argumentos
• Según el texto hebreo, habría dos ungidos (o dos mashíaj). Basándose en una traducción más literal de Daniel 9:25-26, que según él, sería la siguiente:
Debes saber y comprender que, desde el momento en que se emita la orden de restaurar y reconstruir Jerusalén hasta que aparezca un ungido, el príncipe, tienen que transcurrir 7 semanas y también 62 semanas. Será restaurada y reconstruida, con una plaza y con un foso, pero en tiempos de angustia y después de las 62 semanas un ungido será cortado sin nada para él.  El pueblo de un líder que viene destruirá la ciudad y el lugar santo Y será eliminado por una inundación. Y habrá guerra hasta el fin; lo que se decidió es devastación
• En esta interpretación, el comienzo de las 70 semanas con la 'orden para reconstruir y restaurar Jerusalén' de Daniel 9:25, la estaría dando el propio Yahveh por medio de su profeta Jeremías, en Jeremías 33:1. Jeremías habría sido encarcelado y profetizado estas palabras, según Jeremías 32:1 en el año décimo del rey Sedequías de Judá y el año decimoctavo de Nabucodonosor II. Según la cronología, Jeremías habría profetizado poco antes del asedio la reconstrucción de Jerusalén. Esto podría datar la profecía de Jeremías aproximadamente en el año 588 o 587 a. C. Sumando siete semanas de años (49 años), llegaría al año 539 a. C. o 538 a. C. Cuando se ubica Esdras 1:1-2, y Ciro da la orden de reconstruir Jerusalén según lo profetizado por Jeremías, de esta manera cumpliéndose las primeras siete semanas. En todo caso, sea la cronología perfecta o no, evidentemente esa es la intención del autor, afirma Irving.
•  Debido a que el texto no le da ninguna importancia a los 400 años de las 62 semanas, aquí son vistas como más simbólicas que literales para complementar los años y llegar al 70.
• Los siete años de la última semana son vistos como los siete años de la guerra judeo-romana.
• El segundo ungido que es cortado al comienzo de la última semana puede ser interpretado como Mattathias ben Theophilus, fue el sumo sacerdote judío (Kohen Gadol) al comienzo de la Revolución judía, y fue derrocado por las fuerzas revolucionarias, muerto en el año 66 Otro candidato podría ser Anás ben Anás, fue un Sumo Sacerdote de Israel en Jerusalén durante la era herodiana hasta el año 63. Murió en el año 68 Ambos se podrían considerar ungidos por haber sido sacerdotes.
• En Daniel 9:26 El líder que ha de venir y que mantuvo un pacto con muchos es identificado como el general Tito
• La destrucción del templo y de la ciudad de Jerusalén con una inundación (Daniel 9:26) es identificada con la destrucción de Jerusalén en el año 70
• Daniel 9:27 a la mitad de la guerra judeo-romana son interrumpidos los corbanots por la destrucción del templo en el año 70.

### Problemas con interpretar al líder que viene con Tito Vespasiano
Según Daniel 9:27 el final del líder sería ser derrotado, lo cual se alinea al mensaje de esperanza de Daniel 9:24. Sin embargo, históricamente la destrucción de Jerusalén fue devastadora para el pueblo judío y Tito Vespasiano nunca fue derrotado ni murió en batalla, sino que murió por causas naturales. Estas descripciones de Daniel parecerían encajarían mejor con Antíoco IV Epífanes. Quien además, profanó el templo y colocó un altar de Zeus allí que se identificaría como la abominación desoladora en el texto de Daniel capítulo 11. Los hechos de Daniel 11 encajan con Antioco IV Epífanes, entonces, por lógica, la abominación desoladora de Daniel 9 también vendría a ser ese altar de Zeus. Una posible solución a este problema sería la idea de que estas profecías tuviera más de un cumplimiento, algunas reservadas para la época macabea y otras para la destrucción de Jerusalén en el 70 o con doble cumplimiento, y otras en algún futuro, aunque la erudición moderna ve estas ideas poco probables.
Irving ha propuesto otra solución: que el texto de Daniel capítulo 9 fue escrito en periodos romanos para dar un mensaje de esperanza al pueblo judío poco luego de la guerra judeo-romana y el texto vendría a ser una reinterpretación de las demás profecías de Daniel, siendo una profecía post eventum de la destrucción de Jerusalén en el 70. Esta teoría, es sostenida por pocos académicos, debido a que, si bien no se han encontrado manuscritos específicos que incluyan el texto de Daniel 9:25-27 datados de antes de la destrucción del año 70, sí se han hallado entre los manuscritos en Qumrán fragmentos del resto del capítulo 9 de Daniel que datan de entre el siglo II y I a. C., lo que debilita fuertemente esta teoría.